# 後埃根峰

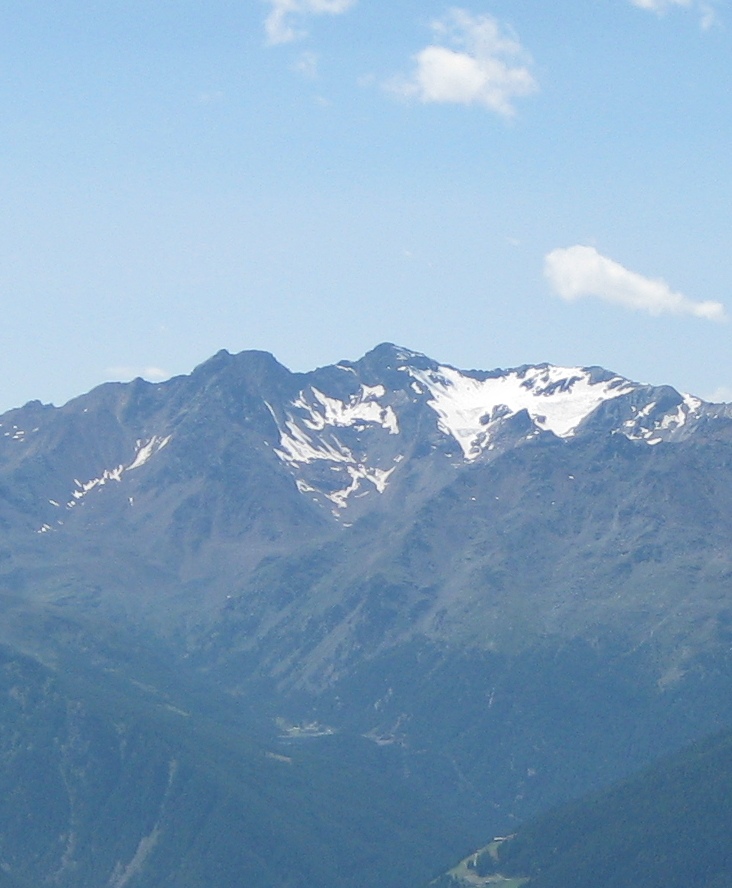

46°28′44″N 10°46′37″E / 46.47889°N 10.77694°E
後埃根峰（德語：Hintere Eggenspitze），是意大利的山峰，位於該國北部，處於博爾扎諾-南蒂羅爾自治省和特倫托自治省接壤的邊界，屬於奥特莱斯山的一部分，海拔高度3,443米，人類在1868年7月30日首次登頂。